# Limanda proboscidea
Limanda proboscidea är en fiskart som beskrevs av Gilbert, 1896. Limanda proboscidea ingår i släktet Limanda och familjen flundrefiskar. Inga underarter finns listade i Catalogue of Life.